# Liepājas distrikt
Liepājas distrikt (lettisk: Liepājas rajons) er beliggende i regionen Kurland i det vestlige Letland. Udover den centrale administration består Liepājas distrikt af 22 selvstyrende enheder: 3 byer (lettisk: pilsētas, plur.; pilsēta, sing.), 2 storkommuner (lettisk: novadi, plur.; novads, sing.) samt 17 landkommuner (lettisk: pagasti, plur.; pagasts, sing.).

## Selvstyrende enheder underlagt Liepājas distrikt
- Aizpute by
- Aizpute landkommune
- Bārta landkommune
- Bunka landkommune
- Dunalka landkommune
- Dunika landkommune
- Durbe storkommune
- Embūte landkommune
- Gramzda landkommune
- Grobiņa by
- Kalēti landkommune
- Kazdanga landkommune
- Laži landkommune
- Medze landkommune
- Nīca landkommune
- Otaņķi landkommune
- Priekule by
- Priekule landkommune
- Saka storkommune
- Vaiņode landkommune
- Vērgale landkommune
- Virga landkommune

56°30′42″N 21°00′50″Ø / 56.5117°N 21.0139°Ø